# Amherst (Québec)
Pour les articles homonymes, voir Amherst.
Amherst est une municipalité de canton du Québec située dans la municipalité régionale de comté (MRC) des Laurentides dans la région des Laurentides.
Son territoire comprend les villages de Saint-Rémi-d'Amherst et de Vendée, ainsi que le hameau de Rockway Valley.

## Toponymie
Cette municipalité tire son nom de l'officier britannique Jeffery Amherst, dont la mémoire est ternie par la tentative de génocide de tribus amérindiennes qu'il qualifiait de race maudite : « Vous feriez bien d'infecter les Indiens au moyen de couvertures ayant servi à des vérolés ou de vous servir de tout autre moyen qui pourrait contribuer à exterminer cette race maudite. » (En anglais : « You will Do well to try to Innoculate the Indians by means of Blankets, as well as to try Every other method that can serve to Extirpate this Execrable Race »).

## Histoire
Avant 1869, le canton d'Amherst était fréquenté par quelques pêcheurs et chasseurs et habité par des amérindiens algonquins.
Dans la deuxième moitié du XIXe siècle, Antoine Labelle, alors curé de Saint-Jérôme, constate l’exode de milliers de Canadiens français vers les États-Unis. Afin de contrer ce fait, il invite les gens à « monter » dans les cantons du Nord pour s’y installer sur des terres à défricher. Pendant plusieurs années, l’agriculture, les coupes de bois, la drave seront le gagne-pain de ces colons. C’est dans cet esprit qu’il fixera l’emplacement de la première église du canton d’Amherst en 1878.
C’est sous le règne de Victoria, Reine du Royaume-Uni, que fut proclamé l’érection du canton d’Amherst, le 27 septembre 1883. Le nom du canton provient du patronyme du général Jeffrey Amherst, gratifié des faveurs royales de George III du Royaume-Uni pour ses victoires décisives en terre d’Amérique.
Cependant bien avant que le canton soit officialisé, des squatters s’y sont établis. Conséquemment, ce fut une implantation désordonnée qui conduisit à une particularité de chez-nous soit une municipalité avec trois villages !
En 1894, une mine de silicate d'alumine pur a été mise en exploitation au sud du village de St-Rémi, ce sel servait à la fabrication de la peinture. De nombreux habitants de l'endroit y ont longtemps travaillé mais en 1948, il a été découvert que la cause de la mort de plusieurs de ces mineurs était la silicose provoquée par la poussière qu'ils y respiraient. Cette mine abandonnée depuis très longtemps est située tout près du lac de la Mine accessible par la route 364, le chemin de Rockway-Valley reliant St-Rémi à Huberdeau. Pour s'y rendre, il faut emprunter le chemin de la Mine au sud du lac,,,.

## Géographie
La rivière Maskinongé affluent de la Rivière Rouge traverse le nord-ouest de la municipalité du nord au sud puis traverse du sud-ouest.

## Démographie
| 1991 | 1996  | 2001  | 2006  | 2011  | 2016  | 2021  |
| ---- | ----- | ----- | ----- | ----- | ----- | ----- |
| 883  | 1 145 | 1 214 | 1 421 | 1 524 | 1 484 | 1 559 |

## Administration
Les élections municipales se font en bloc et suivant un découpage de six districts.
| Amherst Maires depuis 2001                                                                                           |                   |         |          |
| Élection | Maire             | Qualité | Résultat |
| 2001 | André Lord        |         | Voir     |
| 2005 | Bernard Lapointe  |         | Voir     |
| 2009 | Bernard Lapointe  | Voir    |          |
| 2013 | Bernard Lapointe  | Voir    |          |
| 2017 | Jean-Guy Galipeau |         | Voir     |
| 2021 | Jean-Guy Galipeau | Voir    |          |
| Élection partielle en italique Depuis 2005, les élections sont simultanées dans toutes les municipalités québécoises |                   |         |          |

## Éducation
La Commission scolaire Sir-Wilfrid-Laurier géré des établissements scolaires anglophones de la région. Ces écoles:
- Nouvelle école primaire Le Carrefour
- Académie Sainte-Agathe (pour école secondaire seulement) à Sainte-Agathe[9]